# 曙冰川
68°7′S 42°53′E / 68.117°S 42.883°E
曙冰川是南極洲的冰川，位於毛德皇后地，流經日出角和曙岩之間，由日本探險隊根據測量和空中照片繪入地圖，現時由南極條約體系管理。